# Mistrzostwa Polski w Tenisie Stołowym 2023
Mistrzostwa Polski w Tenisie Stołowym 2023 – 91. edycja mistrzostw, która odbyła się w Płocku w dniach 24-26 marca 2023 roku.

## Medaliści
| Konkurencja             | Złoto                                                                        | Srebro                                                                                    | Brąz |
| Gra pojedyncza mężczyzn | Jakub Dyjas (Dekorglass Działdowo)                                           | Tomasz Lewandowski (UKS Dojlidy Białystok)                                                | Samuel Kulczycki (Dekorglass Działdowo) Maciej Kubik (Dekorglass Działdowo)                                                                             |
| Gra pojedyncza kobiet   | Katarzyna Węgrzyn (KU AZS UE Wrocław)                                        | Wiktoria Wróbel (MRKS Gdańsk)                                                             | Paulina Krzysiek (MUKS Start Nadarzyn) Anna Węgrzyn (KU AZS Wrocław)                                                                                    |
| Gra podwójna mężczyzn   | Jakub Dyjas (Dekorglass Działdowo) Patryk Lewandowski (Dekorglass Działdowo) | Tomasz Lewandowski (UKS Dojlidy Białystok) Miłosz Redzimski (Bogoria Grodzisk Mazowiecki) | Patryk Bielecki (ZKS Zielona Góra) Patryk Dziuba (Politechnika Rzeszów) Tomasz Kotowski (Energa KTS Toruń) Konrad Kulpa (Energa KTS Toruń)              |
| Gra podwójna kobiet     | Anna Węgrzyn (KU AZS UE Wrocław) Katarzyna Węgrzyn (KU AZS UE Wrocław)       | Roksana Załomska (KU AZS UJD Częstochowa) Katarzyna Galus (Politechnika Rzeszów)          | Zuzanna Wielgos (Politechnika Rzeszów) Natalia Bogdanowicz (Warmia Lidzbark Warmiński) Wiktoria Wróbel (MRKS Gdańsk) Ilona Sztwiertnia (SKTS Sochaczów) |
| Gra mieszana            | Tomasz Kotowski (Energa KTS Toruń) Zuzanna Wielgos (Politechnika Rzeszów)    | Szymon Malicki (KS AZS AWFiS Gdańsk) Katarzyna Ślifirczyk (MUKS Start Nadarzyn)           | Mateusz Zalewski (ZKS Zielona Góra) Anna Brzyska (PKS Kolping Jarosław) Robert Floras (Orlicz 1924 Suchedniów) Anna Węgrzyn (KU AZS UE Wrocław)         |